# La fiamma e la carne
La fiamma e la carne (Flame and the Flesh) è un film statunitense del 1954 diretto da Richard Brooks.

## Curiosità
- Si tratta di un remake di un film francese del 1938 dal titolo Naples au baiser de feu, a sua volta rifacimento di un film muto omonimo del 1925.
- Il film è stato girato in parte a Londra e in parte a Napoli.
- Nel film Lana Turner, famosa bionda del cinema, appare bruna.